# Lidija Wladimirowna Litwjak

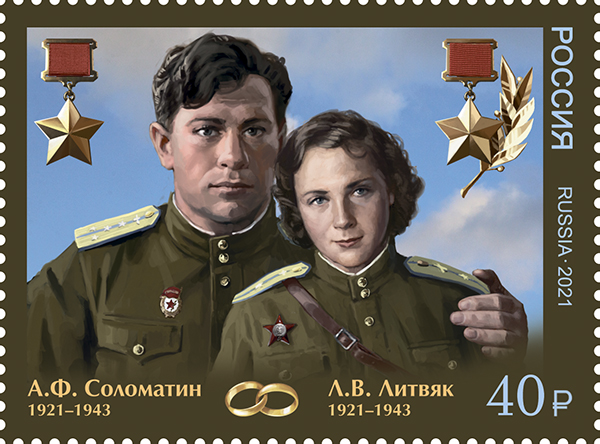
Lidija Wladimirowna Litwjak und ihr Ehemann

Lidija Wladimirowna Litwjak (russisch Лидия Владимировна Литвяк; * 18. August 1921 in Moskau; † 1. August 1943 bei Kursk) war eine sowjetische Jagdfliegerin im Zweiten Weltkrieg.

## Leben
Ihr Vater war Eisenbahner und ihre Mutter war Kauffrau. 1937 wurde ihr Vater zum Volksfeind erklärt und später hingerichtet. Eigentlich hätte diese Tatsache ihre Laufbahn behindern müssen, doch sie erreichte trotzdem den Rang des Mladschi Leitenants (Младший Лейтенант); dieser Rang entspricht ungefähr dem Rang des Unterleutnants in der NVA. Während der Schulzeit machte sie den Flugschein. Mit 15 Jahren absolvierte sie ihren ersten Alleinflug und machte später den Fluglehrerschein. Im Jahre 1940 beendete sie die Mittelschule und wurde Fluglehrerin beim Aeroklub W.P. Tschkalow in Moskau. Im Jahre 1941 wurde sie Fluglehrerin an der Flugschule Saratow.

## Zeit bei der sowjetischen Luftwaffe
Als es nach frühen Niederlagen gegen das Deutsche Reich im Zweiten Weltkrieg an zum Jagdflieger geeigneten Männern mangelte, boten einige Frauen aus der zivilen Luftfahrt der Sowjetunion ihre Dienste an, wurden jedoch abgewiesen – später jedoch aufgenommen. Am 15. Oktober 1941 erhielt Lidija Litwjak ihre militärische Ausbildung in Engels. Im Jahre 1942 wurden drei Geschwader gebildet, die nur aus Frauen bestanden:
- das 586. Jagdfliegerregiment
- das 587. Bombenfliegerregiment und
- das 588. Nachtbombenfliegerregiment (bekannt auch als Nachthexen)

Am 10. September 1942 wurde sie mit drei anderen talentierten Jagdfliegerinnen zum 437. Jagdfliegerregiment versetzt. 1943 wurde sie zum 269. IAP versetzt. Am 19. Februar wurde sie zum Mladschi Leitenant (Unterleutnant) ernannt. Als sie am 22. März 1943 verletzt wurde, musste sie bis Mai im Hospital bleiben. Als sie zu ihrem Regiment zurückkehrte, war es in 73. Gardejagdfliegerregiment umbenannt worden. Sie erzielte 13 eigene und 4 Gruppenabschüsse bei 168 Einsätzen.

## Tod
Als sie am 1. August 1943 bei Kursk zum wiederholten Male startete, um nach Bombern zu suchen, entdeckte sie einen Schwarm Junkers Ju 88 und ging zum Angriff über. Sie hatte die über den Bombern Begleitschutz fliegenden Messerschmitt Bf 109 nicht bemerkt, doch als diese auf sie zukurvten, griff sie frontal an. Ihr Staffelkamerad sah, dass alle hinter einer Wolke verschwanden. Er sah Litwjak erst wieder, als ihre Jakowlew Jak-1 steuerlos zu Boden trudelte. Ihre Maschine zerschellte in der Nähe eines kleinen Dorfes, deren Bewohner sie unter dem Flügel ihrer Jak begruben (manche Quellen berichten, dass sie unter dem ganzen Flugzeug begraben wurde). Zeugen aus dem Dorf berichteten von einer jungen, blonden Frau mit Kopfverletzung. Da das Wrack entfernt wurde, konnte ihr Grab bis 1979 nicht lokalisiert werden. Nachdem es dann endlich gefunden worden war, wurde sie feierlich in einem Massengrab beigesetzt.

## Flugzeuge
Zuerst flog Litwjak eine Lawotschkin La-5, später wurde sie auf die Jak-1 umgeschult. Ihre Jak-1 beim 296. IAP war grün-schwarz getarnt und trug eine gelbe 44. Beim 73. GwIAP flog sie eine Jak-1b, die sich hauptsächlich durch die Vollsichthaube von ihrer anderen Jak unterschied. Diese Maschine war auch schwarz-grün getarnt, trug aber eine weiße 23. In diesem Flugzeug starb sie. Ihr Mechaniker berichtet, dass sie eine Postkarte mit gelben Rosen an der linken Seite ihres Armaturenbretts befestigt hatte. Außerdem malte sie sich eine weiße Lilie auf ihre Jak, das verhalf ihr zu dem Spitznamen „Weiße Lilie von Stalingrad“. Die Lilie war eine Anspielung auf ihren Spitznamen Lilija. Fälschlicherweise wurde auch behauptet, dass es eine weiße Rose war.

## Auszeichnungen
Am 17. Februar 1943 erhielt sie den Rotbannerorden. Der Kommandeur ihrer Einheit beantragte den Titel Held der Sowjetunion für sie. Der Antrag wurde abgelehnt, da ihre Leiche nicht gefunden werden konnte. Die Verleihung erfolgte postum am 5. Mai 1990, nachdem die Gebeine 1979 gefunden worden waren.